# 北畠具教
北畠 具教（きたばたけ とものり）は、戦国時代から安土桃山時代にかけての大名・公家。伊勢国司北畠家の第8代当主。

## 生涯

### 出生
享禄元年（1528年）、第7代当主・北畠晴具の長男として生まれる。母は細川高国の娘。
天文6年（1537年）6月20日に従五位下、同月26日に侍従となる。以後も天文21年（1552年）従四位下参議に叙任されて公卿に列し、天文23年（1554年）に従三位権中納言に叙任されているなど、朝廷から官位を授かって順風満帆な青年期を過ごした。この間の天文22年（1553年）に父・晴具の隠居により家督を相続して、第8代当主となる。
弘治元年（1555年）、父・晴具の命により伊勢国安濃郡を支配していた長野工藤氏と戦い、永禄元年（1558年）に次男・具藤を長野工藤氏の養嗣子とする有利な和睦を結ぶことで北伊勢に勢力を拡大し、永禄5年（1562年）5月5日に長野稙藤と長野藤定が同日に死去したため長野氏の支配権を完全に掌握した。
永禄3年（1560年）、小浜景隆ら志摩国の国人達を援助して九鬼氏の本拠地・田城を攻めさせ、一時的に九鬼氏を滅ぼして（城主の九鬼浄隆は戦死、弟の九鬼嘉隆は逃亡した。）志摩国での支配体制を固めた。さらに『勢州軍記』「秋山謀叛事」によれば、永禄初年に大和国宇陀郡の国人領主・秋山教家が三好氏の婿として権勢を奮い、具教の命に従わなかったため、具教は教家の居城の神楽岡城を攻め、教家の父を人質に取ったという。このように具教は北畠家の支配範囲を順調に広げていき、北畠家の最盛期を築き上げた。
永禄6年（1563年）、父の晴具が死ぬと喪に服して官職を辞し、嫡男の具房に家督を譲って隠居する。しかし、北畠家の実権は依然として具教が握っていたようである。
ところが、永禄11年（1568年）以降、織田信長が伊勢国に侵攻し、神戸氏・長野工藤氏など伊勢北中部の豪族を支配下に置いた。そして、永禄12年（1569年）に8月に信長自ら北畠領内への侵攻を開始した。北畠軍は織田軍相手に奮戦したが、兵数に大きな差があり、具教の弟・木造具政が織田氏に寝返るなどの悪条件も重なり、次々と城を落とされた。具教は大河内城（現在の三重県松阪市）に籠城して死守するも、50余日に及ぶ抵抗の末に降伏する形で和睦した（大河内城の戦い）。このとき、具教は降伏の条件として信長の次男・茶筅丸（のちの織田信雄）を具房の養嗣子として迎え入れることとなる。具房にはまだ子がなかったため、具教の娘の雪姫が信雄（茶筅丸）に嫁ぐこととなった。ただし、谷口克広はこの戦いではむしろ織田方が次第に劣勢となり、信長の要請を受けた将軍・足利義昭の仲介で和議に入ったとする説を出している。また、久野雅司は信長が茶筅丸の入嗣を強要したことで義昭の不快感を招き、信長と義昭の対立のきっかけになった事件とする見方をしている。
その後、元亀元年（1570年）5月、出家して天覚、更に不智斎と号し、三瀬谷（現在の三重県多気郡大台町）に移る。しかし、少なくとも天正元年（1573年）9月迄は具豊（信雄）に実権を渡しておらず、天正3年（1575年）6月の家督譲与まで具教、具房奉公人（教兼、房兼）の文書発給が続いている。
また、天正3年（1575年）に具教は隠居城として伊賀国丸山城の築城を決め、同地域の土豪を説得、天正4年（1576年）正月より人夫衆を動員し作事を行ったが、織田信長と不和になり三瀬館に引き上げた。具教と立場を失ったその側近達は信長に心服しておらず、元亀4年（1572年）3月に具教は西上作戦の途上であった武田信玄の陣に鳥屋尾満栄を遣わせ、信玄上洛の際には船を出して協力するという密約を結んでいた。また、信長に敵対する紀伊熊野勢に蜂起を勧めていたとされる。

### 最期

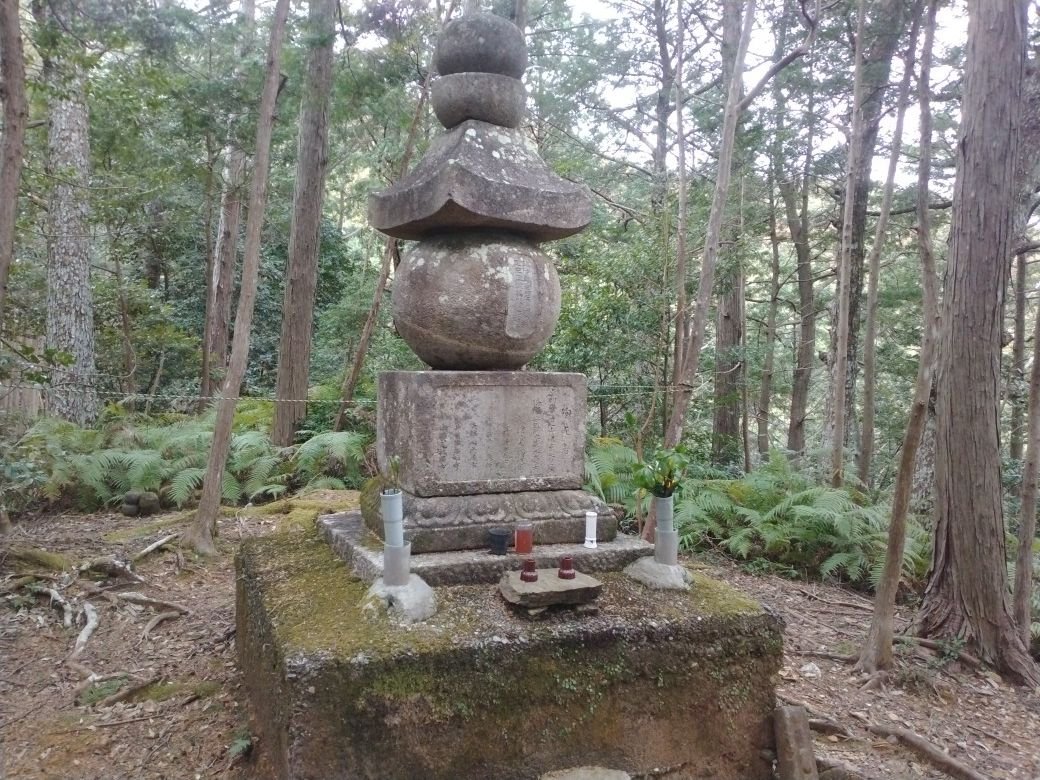
北畠具教の首塚

天正4年11月25日（1576年12月15日）、具教は信長と信雄の命を受けた旧臣の長野左京亮、加留左京進（藤方朝成の名代）らの襲撃を受けて、子の徳松丸・亀松丸、および家臣の大橋長時・松田之信・上杉頼義ら（名が判明しているだけで14名の武士）共々殺害された。49歳。
同時に長野具藤はじめ北畠一門の主な者が信雄の居城・田丸城において殺害された。これにより戦国大名としての北畠氏は完全に織田氏に乗っ取られた（三瀬の変）。
なお、具教の首級は、加留左京進の家臣である伊東重内らにより運び出されたが、変に気付き駆け付けた芝山秀時、大宮多気丸らに奪い返され、秀時の父である芝山秀定により御所尾山に埋葬された。

## 人物・逸話
- 具教は剣術を好み、修行の旅をする剣客を保護・援助していた。自身も塚原卜伝に剣や兵法を学び[3]、彼は卜伝から奥義である一の太刀を伝授されたといわれる。他にも上泉信綱からも剣を学んだ。具教は大和の柳生宗厳とは剣を通じて親交があり、上泉信綱に彼や宝蔵院胤栄を紹介するなど、剣豪たちの交流に一役買っていたといわれる。織田氏の刺客に襲撃された際も、太刀を手に19人の敵兵を斬り殺し100人に手傷を負わせたという[9]（刀の刃が腹心の佐々木四郎左衛門尉により潰されており、抵抗できずに斬殺されたとも[1]）。
- 父の晴具と同様に和歌を好んでいた[3]。
- 暗殺された20年後、上三瀬の具教の末裔を名乗る住人が具教の菩提を弔うために現在の大台町にある北畠神社の場所に国司堂を建てたとされる[10]。
- 三重県飯高町野々口御所尾山には具教のものとされる首塚が存在する[2]。
- 諱の具教は、高祖父の北畠教具にあやかってつけたものとされている。

## 官歴
注記のないものは『寛政重修諸家譜』による。
- 天文6年（1537年） 6月20日：従五位下。6月26日：侍従
- 時期不詳：左近衛少将
- 天文14年（1545年）2月26日：従五位上。2月28日：左近衛中将
- 天文16年（1547年）3月23日：美濃守
- 天文18年（1549年）2月28日：正五位下
- 天文21年（1552年）2月22日：従四位下。12月28日：参議
- 天文22年（1553年）1月5日：従四位上
- 天文23年（1554年）1月5日：正四位下、3月25日：従三位、中納言
- 弘治3年（1557年）8月2日：正三位[11]
- 永禄6年（1563年）9月17日：服解（父）、不復任[11]
- 元亀元年（1570年）5月：出家（於勢州）[11]
- 天正4年（1576年）11月25日：薨去[2][3]

## 系譜
- 父：北畠晴具[12]
- 母：細川高国の娘[12]
- 正室：北の方（六角定頼の娘）[12]
  - 男子：北畠具房[12]（1547-1580）
- 側室：大匠院（三輪吉高の娘、後に離縁し蜂須賀正勝の正室となる）
  - 男子：東嶽（長存）
- 生母不詳の子女
  - 男子：長野藤教（具藤）[12]（1552-1576） - 長野藤定の養子
  - 男子：北畠親誠（親成）[13]（1560-1576）
  - 男子：北畠具成[14]
  - 男子：徳松丸[13]（?-1576）
  - 男子：亀松丸[13]（?-1576）
  - 女子：堀江教賢室[14]（?-1619）
  - 女子：田丸具安（直昌）室[14]
  - 女子：吉野本善寺飯貝門跡室[14]
  - 女子：津川玄蕃（義冬）室[14]
  - 女子：雪姫（？）（?-1592） - 織田信雄室[12]
  - 女子：不破直光室
  - 女子：野呂正景室

## 家臣
- 藤方朝成
- 鳥屋尾満栄
- 家城之清
- 奥山信濃守（重臣）：小森上野城主。
- 奥山常陸介（侍大将）
- 日置大膳亮：松ヶ島細首城主。大河内城の旗頭・高松左兵衛督の弟で弓の名手。北畠氏が信長に屈した後は弟の日置次太夫とともに織田信雄に仕え、後に徳川家康の家臣となった。

## 登場作品

### 小説
- 今村翔吾『何のための太刀』（『戦国武将伝 西日本編』収録、PHP研究所、2023年）

### 映画
- 忍びの国 （2017年、演︰國村隼）

### アニメ
- 信長の忍び（2017年、演:石井康嗣）